# Ti ricordi di me? (romanzo)
Ti ricordi di me? (Remember Me?) è un romanzo chick lit dell'autrice Sophie Kinsella.

## Trama
Lexi Smart è una ragazza venticinquenne con una vita solo all'apparenza facile: in realtà, ha appena perso il padre, non ha un lavoro soddisfacente e non è riuscita nemmeno ad ottenere il bonus offerto dalla sua azienda.
La sera prima del funerale del padre, tentando di distrarsi, passa la serata assieme alle sue amiche in un pub ma, all'uscita, scivola su un gradino e sbatte la testa.
Si risveglia il giorno dopo in ospedale e scopre di trovarsi nel 2007: sono passati 3 anni dal funerale di suo padre, 3 anni che lei non ricorda affatto e in cui la sua vita è andata avanti.
All'inizio stenta a credere ai medici ma, guardandosi allo specchio, deve ammettere che ha davvero perso la memoria: se prima era una ragazza sovrappeso e con i denti più brutti del mondo, adesso ha un fisico da top model , denti e capelli perfetti.
Ma non è tutto: ora è a capo del suo vecchio reparto, ha una borsa Louis Vitton.. e un marito di nome Eric, di cui non ha il più minimo ricordo.
Mentre Lexi impara a familiarizzare con la sua nuova, all'apparenza fantastica, vita, inizia a scoprire che non è poi così meravigliosa: suo marito è un uomo pignolo e poco affettuoso, sua sorella, prima dolce ed innocente, è diventata una sedicenne ribelle ed anticonformista, le sue amiche le hanno voltato le spalle, il suo lavoro, di cui non ricorda nulla, le sembra davvero troppo difficile da imparare di nuovo e la sua sete di successo l'ha allontanata da tutti.
Lexi scopre infine di avere persino un amante, John, architetto delle abitazioni che suo marito vende. 
John le farà capire di non amare davvero suo marito e la aiuterà a ricomporre i tasselli mancanti della sua vita: cos'è successo in quei 3 anni, cosa l'ha spinta ad abbandonare amicizia ed amore per inseguire il successo?

## Edizioni
- Sophie Kinsella, Ti ricordi di me?, traduzione di Adriana Colombo e Paola Frezza Pavese, Arnoldo Mondadori Editore, 2008, ISBN 978-88-04-57445-3.